# Weißbachtal zwischen Wilgersdorf und Rudersdorf
Weißbachtal zwischen Wilgersdorf und Rudersdorf este o arie protejată (arie specială de conservare — SAC, sit de importanță comunitară — SCI) din Germania întinsă pe o suprafață de 61,89 ha, integral pe uscat.

## Localizare
Centrul sitului Weißbachtal zwischen Wilgersdorf und Rudersdorf este situat la coordonatele 50°49′54″N 8°07′57″E / 50.8317°N 8.1325°E.

## Înființare
Situl Weißbachtal zwischen Wilgersdorf und Rudersdorf a fost declarat sit de importanță comunitară în martie 2001 pentru a proteja 2 specii de animale. Situl a fost protejat și ca arie specială de conservare în decembrie 2004.

## Biodiversitate
Situată în ecoregiunea continentală, aria protejată conține 3 habitate naturale: Cursuri de apă de la nivel de câmpie la nivel montan, cu vegetație Ranunculion fluitantis și Callitricho-Batrachion, Formațiuni ierboase bogate în specii de Nardus, dezvoltate pe substraturi silicioase în zone montane (și în zone submontane, în Europa continentală), Fânețe de joasă altitudine (Alopecurus pratensis, Sanguisorba officinalis).
La baza desemnării sitului se află mai multe specii protejate:
- amfibieni (1): triton cu creastă (Triturus cristatus)
- nevertebrate (1): phengaris nausithous (Maculinea nausithous)